# Лейк, Джон Грэм
Джон Грэм Лейк (англ. John Graham Lake; 18 марта 1870 — 16 сентября 1935) — канадско-американский лидер пятидесятнического движения, зародившегося в начале 20 века. Известен как миссионер, «целитель верой», и соучредитель (вместе с Томасом Хезмалхалхом) Миссии апостольской веры в Южной Африке. Благодаря своей миссионерской работе в Африке в 1908—1919 годах Лейк сыграл решающую роль в распространении пятидесятничества в Южной Африке, самого успешного южноафриканского религиозного движения XX века. После завершения своей миссионерской работы в Африке Лейк в течение 20 лет проповедовал евангелизацию, в основном на западном побережье США, проводя кампании исцеления, открывая «комнаты исцеления», и основывая церкви. Лейк находился под влиянием служения исцеления Джона Александра Доуи и служения Чарльза Парэма.

## Молодость и карьера
Лейк родился в Сент-Мэрис, Онтарио, Канада, и переехал в Су-Сент. Мари, штат Мичиган, со своей семьей в 1886 году. Он родился в большой семье из 16 братьев и сестер (восемь из которых умерли молодыми). Он окончил среднюю школу в Сент-Мэри незадолго до переезда в Мичиган и утверждал, что был посвящен в методистское служение в возрасте двадцати одного года. Однако его посещение семинарии никогда не подтверждалось и записи переписи не могут подтвердить даже десятилетнее образование. Таким образом, Лейк, возможно, не имел формального богословского образования.
Лейк переехал в пригород Чикаго, Харви, в 1890 году, где работал кровельщиком и строителем, прежде чем вернуться в свой родной город в 1896 году. По словам Лейка, он стал трудолюбивым бизнесменом и основал две газеты: Harvey Citizen in Harvey. Иллинойс и Soo Times в Sault Ste. Мари, штат Мичиган, прежде чем начать успешную карьеру в сфере недвижимости, а затем стать миллионером в сделках по страхованию жизни. Историк Барри Мортон не нашёл никаких доказательств того, что Лейк когда-либо владел двумя газетами, ссылаясь на источники, указывающие на то, что Harvey Citizen был основан городком Харви и Soo Times. была основана Джорджем А. Феррисом и принадлежала Ferris & Scott Publishers. Мортон также утверждает, что Лейк преувеличивал свою деловую карьеру, и что «явные доказательства» показывают, что Лейк вместо этого работал мелким подрядчиком, кровельщиком и «доводчиком». В переписи 1900 года занятие Лейка указано как «плотник». В феврале 1893 года Лейк женился на Дженни Стивенс из Ньюберри, штат Мичиган, и у них было шестеро детей, и они усыновили ещё одного до её смерти в 1908 году. В течение 1890-х годов Лейк и многие члены его семьи начали регулярно появляться на службах Доуи, где участники якобы исцелялись. и якобы вернули с порога смерти. В 1898 году Лейк открыл небольшое отделение христианско-католической церкви Дауи в Су-Сент-Мари и проводил встречи на чердаке дома своих родителей. В 1901 году он перевез свою семью в Сион, штат Иллинойс, где работал в строительном отделе теократического города.
После массовых сокращений, затронувших когда-либо обанкротившийся Зайон-Сити, Лейк нашёл новую работу примерно в 1905 году. Позже он утверждал, что поддерживал отношения со многими ведущими фигурами своего времени, включая железнодорожного магната Джеймса Джерома Хилла, Сесила Родса, Махатму Ганди, Артура. Конан Дойл и другие. Когда он начал свою проповедническую карьеру, он утверждал, что отказался от зарплаты в размере 50 000 долларов в год (около 1,25 миллиона долларов в долларах США 2007 года), а также от своего места в Чикагской торговой палате. Биограф Лейка, Берпо, не сообщил никаких доказательств, кроме собственных утверждений Лейка, о том, что Лейк был связан с этими богатыми финансистами и промышленниками. По словам Мортона, современные записи показывают, что Лейк никогда не покидал Зайон-Сити в то время, когда Лейк, как говорили, делал себе имя в Чикаго; вместо этого он работал в соседнем Вокегане «обычным продавцом страховых услуг в маленьком городке». Лейк не появляется в современных газетах до 1907 года, когда он рассказал о своем опыте говорения на языках. В 1907 году Лейк был обращен в пятидесятничество, когда Чарльз Парэму строил палаточное возрождение в Сионе, пытаясь добиться расположения сторонников Дауи. После отъезда Пархэма в Сионе осталась группа из нескольких сотен «Пархамитов» во главе с Томасом Хезмалхалхом, недавно прибывшим из «Пробуждения на Азуза-Стрит». По мере того как шёл 1907 год, Лейк рос в этой группе и обычно числился соруководителем. После ареста Пархэма летом 1907 года за сообщения о гомосексуализме и педофилии Пархамиты пришли в упадок. Полагая, что многие были одержимы демонами, начался ряд жестоких экзорцизмов, в ходе которых произошло по меньшей мере двое смертей. Перед лицом арестов и возможного насилия со стороны толпы Пархамиты были вынуждены массово бежать из Иллинойса. Лейк и Хезмалхалч уехали в Индианаполис. Оказавшись там, они собрали 2000 долларов для финансирования пятидесятнической миссии в Южной Африке.

## Миссионерская работа в Африке
Вместе с Томасом Хезмалхалхом Лейк основал Миссию апостольской веры в Южной Африке (AFM) в 1908 году и вел миссионерскую работу с 1908 по 1913 год. Многие из тех, кто присоединился к их церкви, ранее были сионистами, связанными с организацией Дауи, которые верили в исцеление верой. Мортон пишет, «Лейк сыграл важную роль в распространении этого слияния сионизма и пятидесятничества, уникального для юга Африки … около половины христиан Южной Африки сегодня [2012 г.] являются его приверженцами Лейк сыграл решающую роль в распространении этого „второго евангелизация“. Движение Лейка привлекло многих первых сионистов во главе с Питером Л. Ле Ру из Ваккерстрома. Из-за сегрегационистских импульсов белых членов AFM, большинство его африканских членов в конечном итоге отделились, сформировав множество различных сионистских христианских сект .
Всего через шесть месяцев после прибытия Лейка в Южную Африку 22 декабря 1908 года умерла его первая жена Дженни. Он назвал смерть своей жены „мастерским ходом сатаны“. Он продолжал свою работу в Африке ещё четыре года, воспитывая семерых детей с помощью своей сестры Ирэн.
Служение Лейка в Южной Африке не обошлось без разногласий. Мортон писал, что Лейк был обвинен в: незаконном присвоении средств AFM, особенно в том, что средства не поступали в бедные сельские районы, но в конечном итоге это было опровергнуто. Исцеления, которые произошли во время его служения, были тщательно задокументированы. Он также писал, что „анализ миссионера, полный откровенной лжи и несправедливое обращение с ресурсами“

## Более поздняя жизнь и религиозная деятельность
Лейк вернулся в Америку февраля 1913 года и женился на Флоренс Свитцер в сентябре 1913 года. благословлен тем, что дважды был счастлив в браке». От этого брака родилось пятеро детей.
После года странствующей проповеди Лейк к июлю 1914 года переехал в Спокан, штат Вашингтон, и начал служить в «Церкви Истины». Он основал организацию под названием «Институт божественного исцеления» и открыл то, что он назвал «Комнаты божественного исцеления озера». Лейк руководил «комнатами исцеления» с 1915 по май 1920 года, когда он переехал в Портленд, штат Орегон, для аналогичного служения, которое длилось ещё пять лет. Он продолжал основывать церкви и «комнаты исцеления» на побережье Калифорнии и, в конце концов, в Хьюстоне, штат Техас, в 1927 году, прежде чем, наконец, вернуться в Спокан в 1931 году. По возвращении в Спокан он купил старую церковь и открыл свою последнюю церковь и комнату исцеления.
Смерть Лейка
День Труда в 1935 году пришелся на жаркое воскресенье. Семья Лейка посетила пикник в воскресной школе, и Джон вернулся домой полностью измученным. Он лег отдохнуть. Флоренс попросила его побыть дома, пока она сходит в церковь на вечернюю службу, а когда она вернулась до-мой, то увидела, что с Джоном случился удар. Он был очень слаб две недели, почти все время находился без сознания. 16 сентября 1935 года Джон Г. Лейк отошел к Господу. Ему было шестьдесят пять лет.
Во время службы памяти Лейка о нем было сказано много слов похвалы, но лучше всего они выражены в выдержке из речи одного из многочисленных обращенных Лейка в Спокане:
«Доктор Лейк приехал в Спокан. Он нашел нас в грехе. Он нашел нас в болезнях. Он нашел нас нищими духом. Он нашел нас в отчаянии, но он открыл нам такого Христа, что мы даже и не мечтали узнать эту сторону небес. Мы думали, что победа ожидает нас только там, но Лейк показал нам, что победа уже здесь».